# الحزب المستقل
الحزب المستقل كان حزباً سياسياً في كينيا.

## التاريخ
رشح الحزب 35 مرشحاً في الجمعية الوطنية للانتخابات العامة 2007، وحصل على 0.5٪ من الأصوات وفشل في الفوز بمقعد.
في انتخابات 2013، رشح الحزب 28 مرشحًا؛ وشهد زيادة حصته في التصويت إلى 1.1٪ ، وفاز بمقعد واحد. ماويو كينجو كاتاثا في كانغوندو.
في عام 2016 اندمج الحزب في حزب اليوبيل.